# Cinnamon
Cinnamon és un fork de GNOME Shell, desenvolupat inicialment per a Linux Mint. Intenta proveir un entorn d'escriptori més tradicional basat en la metàfora de l'escriptori, com GNOME 2. Cinnamon utilitza Muffin, un fork del gestor de finestres de GNOME 3 Mutter, com a gestor de finestres des de la versió 1.2.

## Història
Inicialment l'equip de desenvolupament de Linux Mint es trobava insegur sobre el futur de la distribució després del llançament de Gnome 3. La seva nova interfície, GNOME Shell, no satisfeia els objectius de disseny que l'equip tenia pensat per a Linux Mint, però no hi havia alternatives disponibles. Linux Mint "Katya" va ser llençat amb la darrera versió de GNOME 2, però estava clar que caldria una millor solució, doncs el desenvolupament de GNOME 2 s'havia aturat. Per això, l'equip es va proposar millorar GNOME Shell de tal forma que s'adaptés a Linux Mint, donant com a resultat les "Extensions Mint per a GNOME Shell" (En anglès: Mint GNOME Shell Extensions, MGSE).
Mentrestant, l'entorn d'escriptori MATE va ser bifurcat de GNOME 2. L'equip de desenvolupament va decidir incorporar-lo a Linux Mint 12 "Lisa" conjuntament amb MGSE per donar als usuaris la possibilitat d'utilitzar l'escriptori tradicional de GNOME 2 o les MGSE. Com que no va donar el resultat esperat i que GNOME 3 es dirigia a una direcció diferent a l'esperada pels desenvolupador de Linux Mint, estava clar que MGSE no seria viable a llarg termini. Com a resposta, es va crear el projecte Cinnamon, per poder oferir als desenvolupadors millor control sobre el procés de desenvolupament i per implementar la seva pròpia visió de GNOME 3. El projecte va ser anunciat públicament el 2 de gener de 2012 al blog oficial de Linux Mint.

## Característiques

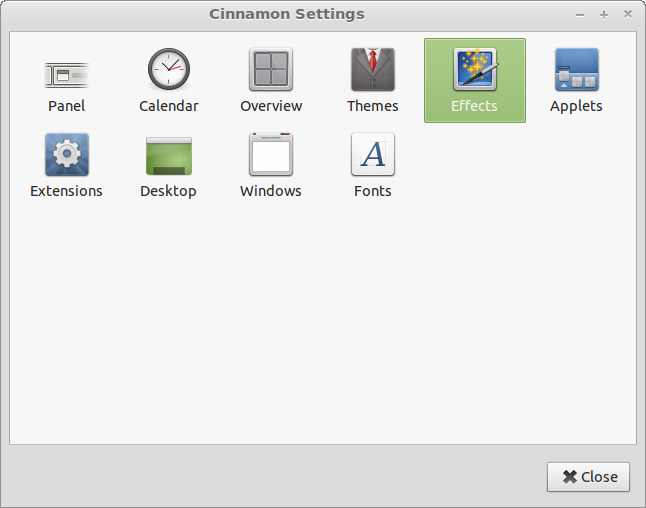
Opcions en Cinnamon 1.3

Cinnamon proveeix les següents característiques:
- Efectes d'escriptori, incloent animacions i efectes de transició
- Un panell mòbil amb menú principal, llançadors, una llista de finestres i la safata del sistema.
- Diverses extensions importades des de GNOME 3;
- Miniaplicacions en el panell;
- Activitats amb funció similar a la de GNOME Shell;
- Editor d'opcions de fàcil personalització. Permet modificar:
  - El panell
  - El calendari
  - Temes
  - Efectes d'escriptori
  - Applets
  - Extensions

## Adopció
Cinnamon es troba disponible als repositoris de Linux Mint 12. També es troba disponible per a Ubuntu 11.10, Fedora 16, OpenSUSE 12.1, Arch Linux i Gentoo.

## Recepció
Tot i trobar-se encara en una fase de desenvolupament inicial, Cinnamon ha tingut una bona recepció. És percebut com a més flexible que GNOME Shell mentre que proveeix opcions més avançades.